# 2459 Spellmann
A 2459 Spellmann (ideiglenes jelöléssel 1980 LB1) a Naprendszer kisbolygóövében található aszteroida. Carolyn Shoemaker fedezte fel 1980. június 11-én.